# História da Band
A história da Band compreende a formação dessa rede de televisão brasileira desde a sua concepção até a atualidade.

## Antecedentes
Em 1945, em São Paulo, João Jorge Saad comprou a Rádio Bandeirantes de seu sogro Ademar de Barros, que o então governador de São Paulo havia comprado de seu proprietário anterior, Paulo Machado de Carvalho, dono da Rádio Record e das Emissoras Unidas. Ainda na gestão do presidente Getúlio Vargas, João Saad conseguiu a concessão de um canal de televisão na capital paulista, na década de 1950. Durante o Governo Juscelino Kubitschek, a concessão chegou a ser cancelada e entregue a outro empresário. Mas Saad conseguiu, já na época do Governo João Goulart, recuperar a TV. No Morumbi, em 1961, iniciaram as obras do Edifício Radiantes – um prédio especialmente construído com a finalidade de abrigar a mais moderna televisão da América Latina, e mais tarde apelidado pelos funcionários de "palácio encantado". O prédio da emissora, primeiro no país a ser concebido para receber uma TV, levou cerca de cinco anos para ser construído. Saad adiou várias vezes o início das operações: "Não era ainda o tempo... Inaugurei a estação só em 67, fincada numa base sólida", disse. Com torre de transmissão no Pico do Jaraguá, em fevereiro de 1967 entraram no ar as imagens experimentais, com slides, filmes e documentários.

## 1967 a 1969

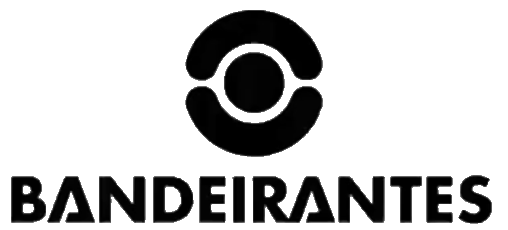
Primeiro logotipo da Rede Bandeirantes

A TV Bandeirantes entrou no ar pela primeira vez no dia 13 de maio de 1967, com um discurso de seu fundador, João Jorge Saad, seguido por um show dos cantores Agostinho dos Santos e Cláudia, que abriram as transmissões. Estavam presentes o presidente Costa e Silva, o governador de São Paulo Abreu Sodré, o prefeito da cidade de São Paulo Faria Lima, além de ministros e secretários de Estado. Na frente da sede da emissora foram montados um parque infantil e um circo gratuito para famílias de menor poder aquisitivo. Durante dois dias houve gincanas e brincadeiras, com distribuição de brindes comemorativos e foram sorteadas 5 casas para mães pobres.
A Bandeirantes investiu desde o início em esporte, filmes e jornalismo. Para Saad, a programação tinha de ser "eclética". Segundo ele, não se podia "elevar muito o nível dos programas, senão não haverá audiência". Inicialmente, uma novidade foi testada na grade da programação, eliminando-se os intervalos inter-programas. Em 1967, dias depois da inauguração, entrava no ar a primeira novela da então TV Bandeirantes, Os Miseráveis, adaptação de Walther Negrão e Chico de Assis, com uma inovação: capítulos com duração de 45 minutos. O primeiro jornalístico da Band foi o Titulares da Notícia, um correspondente do tradicional programa da Rádio Bandeirantes. Destacaram-se nesta primeira os programas Ari Toledo Show; Leporace Show, com Vicente Leporace; Cláudia Querida, com a cantora; I Love Lúcio, espetáculo de música e humor comandado por Lúcio Mauro e Arlete Salles; Além, Muito Além do Além, teatro de terror com Zé do Caixão. Em pouco tempo a direção da emissora passou a Gilberto Martins e Antonino Seabra.
Já em 1968 era exibido na emissora, às 15 horas o programa Xênia e Você, que permaneceu na emissora durante anos, e era apresentado por Xênia Bier. Também naquele ano a TV Bandeirantes exibia às 18h30 o Sítio do Picapau Amarelo de produção própria, e às 19h30 As Aventuras de Rin-tin-tin.
Em 1969 a emissora sofreu um incêndio devastador, que destruiu suas instalações. Grande parte dos seus arquivos se perderam. O slogan da época era: "A Bandeirantes não vai parar". O incêndio ocorrido nos estúdios do Morumbi fez com que se alugasse às pressas o Cine Arlequim, na Avenida Brigadeiro Luís Antônio, em São Paulo, que foi batizado de Teatro Bandeirantes. Toda a programação da TV Bandeirantes foi gerada a partir do Cine Arlequim, transformado rapidamente em Teatro Bandeirantes. O incêndio na Bandeirantes foi semelhante as das redes Globo, Record e Excelsior. Todos os quatros incêndios ocorreram em menos de uma semana, o que levou as autoridades a atribuírem os quatro incêndios a atos de sabotagem, sob comando único. De todos, o incêndio da TV Bandeirantes foi o maior, com danos calculados em Cr$ 15 milhões. Esse incêndio durou três horas e meia e o fogo teria começado, a um só tempo, em três pontos diferentes. Na ocasião, o Comandante do II Exército, General Canavarro Pereira, e o Governador Abreu Sodré manifestaram a certeza de que esses incidentes "fazem parte de plano terrorista" e pediram o auxílio do povo para combater os extremistas. Antes deste problema, João Saad teria sido aconselhado por uma cartomante a vender a emissora por prever um incêndio. Em entrevista, ele teria dito que não acreditou porque achou que ela estivesse a serviço de algum concorrente.
A emissora teve três grandes temporadas de produção/exibição de teledramaturgia. A primeira foi nos primeiros anos de operação, de 1967 a 1970. Nesse período, além da já citada Os Miseráveis, foram produzidas histórias como Era Preciso Voltar e O Bolha.

## Década de 1970
Em 1970, a emissora transmitiu a Copa do Mundo FIFA de 1970, a primeira competição transmitida ao vivo no Brasil. A emissora participou de um pool de transmissão organizado pelo Governo Federal, do qual também participaram as redes Globo, Tupi e a REI.
A primeira transmissão em cores da emissora foi em 1972 com a exibição da Festa da Uva de Caxias do Sul, RS. A Bandeirantes participou do grupo de emissoras que exibiram o evento, de imagens geradas pela TV Difusora, de Porto Alegre, que foi comprada em 30 de junho de 1980 pelo Grupo Bandeirantes, transformando-a na atual TV Bandeirantes Rio Grande do Sul. Como a emissora ainda operava em meio as perdas causadas pelo incêndio de 1969, a transmissão foi feita graças a equipamentos trazidos da Alemanha. Ainda em 1972, a Band tornou-se a primeira emissora do Brasil a produzir toda a sua programação em cores. Foi lançado para a ocasião o slogan "Bandeirantes: a imagem colorida de São Paulo".
Em 1973 estreou o programa Japan Pop Show, apresentado pelo casal nipo-brasileiro Suzana Matsuda e Nelson Matsuda. Era exibido aos domingos e seguia o mesmo formato do Imagens do Japão, da Rede Tupi.
Em 1974 estreia um dos programas mais populares do Brasil nas tardes de sábado da emissora: o Clube do Bolinha, apresentado por Édson Cury ou, mais popularmente, o "Bolinha". O programa ficou no ar até 7 de maio de 1994. Em 12 de agosto de 1974 foi inaugurado o novo Teatro Bandeirantes, num grande show que reuniu Elis Regina, Chico Buarque, Maria Bethânia, Tim Maia e Rita Lee. Em 7 de dezembro de 1975 foi comprada a TV Vila Rica, transformada em TV Bandeirantes Minas para dar início à formação da rede.

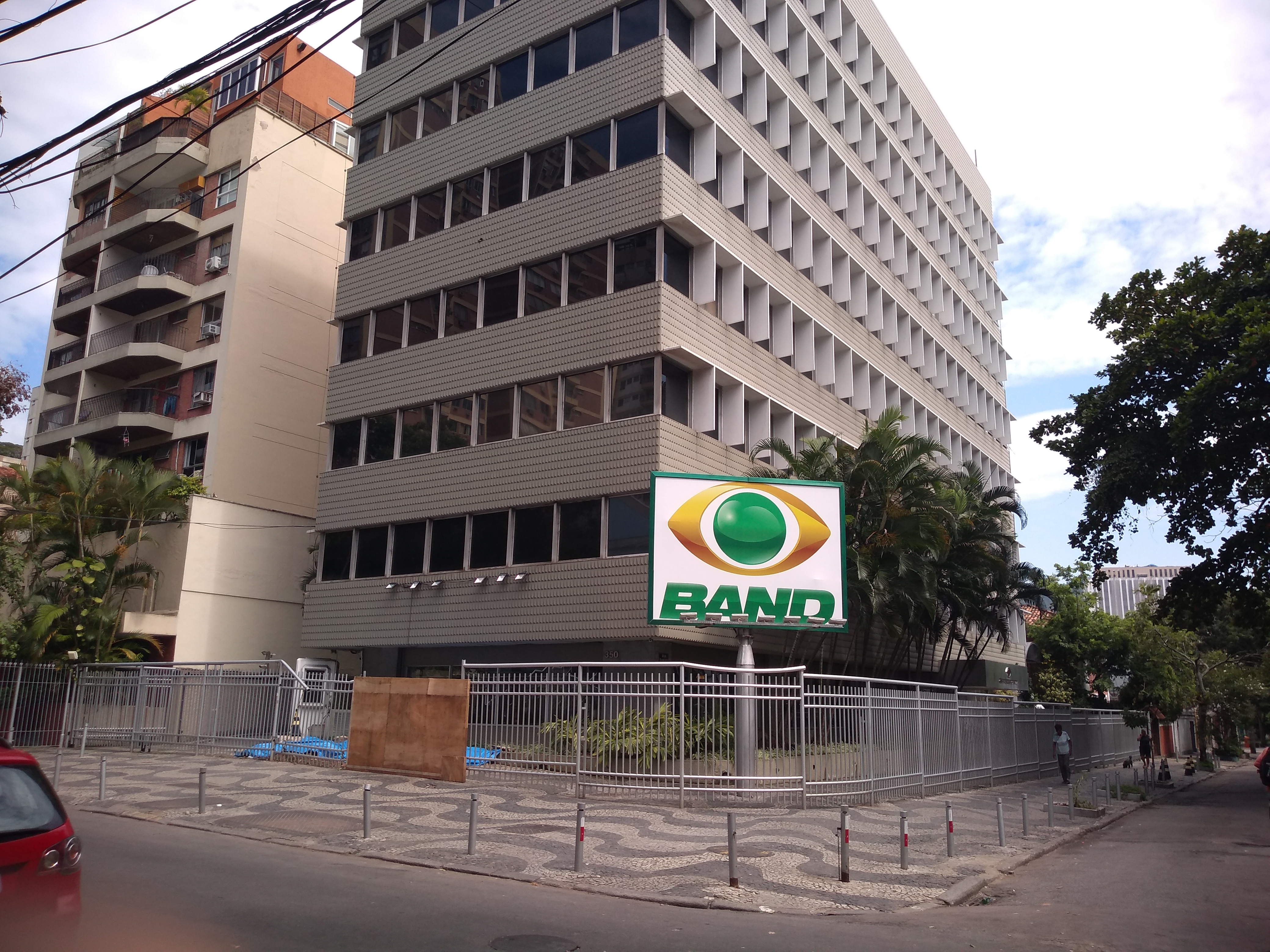
Sede da emissora no Rio de Janeiro.

Em 1975, a Bandeirantes começa a se tornar uma rede nacional de televisão com a compra da TV Vila Rica, que se transformou na TV Bandeirantes Minas. Em 7 de julho de 1977, às 7 da noite, a TV Bandeirantes chega ao Rio de Janeiro no canal 7, após a compra da TV Guanabara. No mesmo ano, as emissoras componentes da Rede Amazônica também passaram a fazer parte da recém criada rede.
A segunda temporada produção/exibição de teledramaturgia começou em 1979 e foi mais ou menos até a metade da década de 1980. Foi a época de títulos como Cara a Cara, Cavalo Amarelo, O Meu Pé de Laranja Lima, Os Imigrantes, Ninho da Serpente, Dona Santa, Casal 80 e outros títulos. Já na década de 80, destacaram-se as novelas Os Imigrantes - de Benedito Ruy Barbosa - a segunda mais longa da televisão brasileira depois de Redenção - da Rede Excelsior; Rosa Baiana, de Lauro César Muniz, a primeira novela totalmente ambientada fora de estúdios, toda gravada na Bahia, e Os Adolescentes, de Ivani Ribeiro.
Também neste ano, a apresentadora Hebe Camargo passou a apresentar seu programa nas noites de domingo e marcava o seu retorno á televisão após 4 anos se dedicando apenas ao rádio, que tinha um modelo familiar com entrevistas, musicais e informação. Os momentos mais marcantes do programa foram a entrevista com Chico Xavier e quando Hebe jogou seu microfone no chão no meio da transmissão ao vivo do programa e queixou-se da emissora. Ela exigiu melhor tratamento por parte do canal e mais recursos, como novos cenários, mais pessoas na produção e músicos na orquestra, que prometeram atendê-la. Em 1986, a apresentadora deixa a emissora e assina com o SBT.

## Década de 1980

Logotipo da Rede Bandeirantes na década de 1980. Conforme o próprio Cyro Del Nero, o logotipo atual da emissora é uma evolução da sua criação.

No início da década de 80, o Jornal Bandeirantes era apresentado por Ferreira Martins e Joelmir Beting, com comentários de Newton Carlos sobre assuntos internacionais. Ronaldo Rosas apresentava o noticiário do Rio de Janeiro. Nesta época, a Rede Bandeirantes também colocava no ar o Canal Livre cuja história se confundiu com a abertura política que acontecia naquela época. Inicialmente apresentado por Roberto D'Ávila e dirigido por Fernando Barbosa Lima, era tido como uma forma da emissora mostrar um jornalismo mais crítico, fato que ocorre até hoje.
Mantendo a expansão e qualificação de sinal da rede, entrava no ar mais uma emissora própria, a TV Bandeirantes Bahia, no dia 11 de abril de 1981 no canal 7. A emissora também ganha suas primeiras afiliadas na Região Nordeste, a TV Uirapuru de Fortaleza em 1979, a TV Atalaia, de Aracaju, em 1980, a TV Ribamar de São Luís em 1981. Até então a TV Bandeirantes já tinha mais de 24 emissoras espalhadas pelo Brasil.
Em 1981 a Band contrata como diretor geral de programação Walter Clark, que foi um dos responsáveis pelo sucesso da Rede Globo nas décadas de 1960 e 1970. Clark foi o pioneiro da TV brasileira ao criar o conceito de grade de programação fixa, e veio tentar repetir este sucesso na emissora paulista. Criou programas como o noticiário O Repórter, apresentado na hora do almoço, por William Bonner, César Filho e Ângela Rodrigues Alves. Nos finais da noite, foi destaque o programa Etc, de Ziraldo (onde foi feita uma entrevista histórica com Dom Hélder Câmara). Uma tentativa inovadora foi o programa Variety 90 Minutos, apresentado às noites por Paulo César Pereio e sua então esposa, a atriz Cissa Guimarães.
Entre 1981 a 1984, o ator Ewerton de Castro comandava um programa de auditório, onde as pessoas se inscreviam para participar de um jogo de memória e distribuía vários prêmios. Houve um programa especial que reuniu os maiores vencedores desse programa para conhecer o maior campeão de memória.
Neste período o saudoso diretor e produtor Roberto Talma faz uma breve parceria com a Bandeirantes no intuito de produzir novos projetos musicais e culturais para o grupo, e é neste momento de renovação que Talma leva para a Bandeirantes os apresentadores Oliveira Filho e Vera Lúcia para comandarem um novo formato de programa musical sertanejo o Rincão Brasileiro que inicialmente em sua fase piloto foi inicialmente produzido em estúdio, passando mais tarde a ser totalmente gravado em locações externas e diferentes regiões do Brasil. O Programa Rincão Brasileiro, foi responsável por apresentar ao Brasil um novo conceito de se fazer música sertaneja revelando vários nomes da música como Sula Miranda, Jayne, Zezé de Camargo, Leandro e Leonardo, Daniel, César e Paulinho, entre tantos nomes, o Rincão Brasileiro  juntamente com o Programa Clube do Bolinha, foram por diversos anos consecutivos os principais programas musicais do Brasil. O Rincão Brasileiro, permaneceu no ar pela Bandeirantes até o início dos anos 90, partindo para outras emissoras e retornando mais tarde para a grade da Bandeirantes em algumas regiões. O Programa permaneceu no ar até 2014 em outras emissoras.
Em agosto de 1982, entra no ar a novela Renúncia, baseada na obra de Chico Xavier, com Fúlvio Stefanini e Geórgia Gomide. Com o total fracasso na audiência, a emissora decide tirar a novela do ar com apenas 12 dias de exibição, aproveitando-se da entrada do horário político, que na época durava mais de uma hora.
No dia 29 de setembro de 1982, comemorando o fato de se tornar a primeira rede de televisão da América do Sul a transmitir via satélite, a TV Bandeirantes mudou o logo e a programação visual, preparados por Cyro Del Nero, que vinha da recém extinta Rede Tupi. Ainda no mesmo ano, a emissora foi pioneira ao promover o primeiro debate eleitoral do país em 1982, mantendo a tradição de promover o primeiro debate eleitoral a cada dois anos, até 2000.
Em 1983, a Bandeirantes aproveitou que a Rede Globo encerrara prematuramente a novela Sol de Verão, em razão da morte do ator Jardel Filho, tendo que reprisar a novela O Casarão (enquanto Gilberto Braga rapidamente preparava a novela Louco Amor) para tentar atrair telespectadores com a novela Sabor de Mel, de Jorge Andrade, protagonizada por Sandra Bréa e Raul Cortez. A novela tinha um diferencial: um concurso para quem desvendasse um enigma proposto nos primeiros capítulos. No entanto, o autor da novela se desentendeu com o diretor Roberto Talma e se demitiu, nunca revelando a resposta ao enigma.
Flávio Cavalcanti se tornou o maior investimento da emissora no início da década de 1980, com seu programa diário Boa Noite Brasil. Um dos momentos mais marcantes do programa aconteceu quando a cantora Ângela Rô Rô deixou os estúdios no meio de uma entrevista ao vivo, por não aceitar as perguntas de Cidinha Campos sobre sua homossexualidade e suposta agressividade. Após Flávio ter ido para o SBT, onde encerrou sua carreira, as noites da Bandeirantes foram entregues, entre outros, a J. Silvestre, com o Show sem Limite e o Essas Mulheres Maravilhosas. Antes de ir para a Rede Globo, logo depois de ter saído da Rede Tupi, Chacrinha tinha seus programas Buzina do Chacrinha e Discoteca do Chacrinha nas noites de terça-feira e nas tardes de sábado, respectivamente.

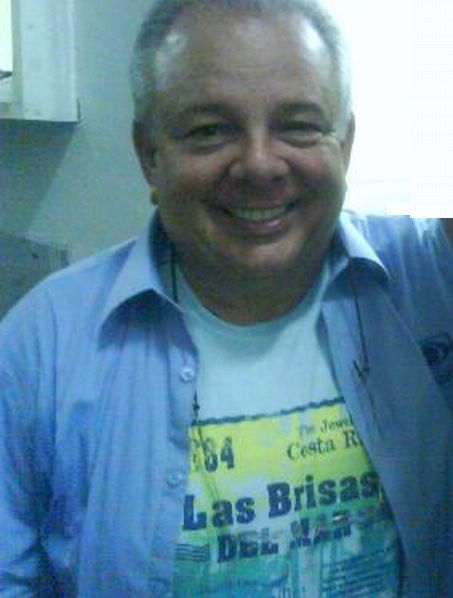
Luciano do Valle foi o principal locutor esportivo da Band desde a década de 80 e idealizou o Show do Esporte, um dos programas de maior sucesso da emissora.

Em 1983, entrava no ar o Show do Esporte, que foi considerado o programa de televisão mais longo do mundo, por ficar no ar 10 horas seguidas aos domingos, das 10h00 às 20h00. Criado, apresentado e coordenado pelo locutor Luciano do Valle depois de sua passagem pela Rede Record, também contava em seu elenco com Elia Júnior, Juarez Soares, Elys Marina, Silvia Vinhas, José Luiz Datena, Jota Júnior e outros. Foi um dos programas de maior sucesso da emissora, e um dos fatores que a fizeram ganhar a alcunha de "canal do esporte" nos anos 90. O programa ficou no ar até 11 de abril de 2004.
Os finais de noite passaram a ser preenchidos pelo Programa Ferreira Neto, um bate-papo com políticos. Ele sempre iniciava o programa conversando, por um telefone vermelho, com um fictício amigo chamado Léo, usando esse artifício para comentar os fatos do dia.
Em 1984, a Rede Bandeirantes começava a se destacar na cobertura das Diretas Já, movimento que pedia a volta das eleições diretas no país. No mesmo ano, a emissora cobriu pela primeira vez os Jogos Olímpicos de Verão, começando pela edição realizada em 1984 em Los Angeles. Um cobertura que fez história, assim como às outras que se seguiram. Também estreia o Brasil Urgente, na faixa das 8 da noite, mas totalmente diferente do Brasil Urgente atual, tendo sido um programa de debates apresentado por Antonio Carvalho.
As manhãs da emissora eram preenchidas pelo programa Ela, apresentado por Baby Garroux e, meses mais tarde, pela Garota de Ipanema Helô Pinheiro. Em 1987, o Ela foi substituído pelo programa Dia Dia, apresentado por Tavinho Ceschi, contando também com o psicoterapeuta Angelo Gaiarsa.
Em 1986, a Rede Bandeirantes estreou o Jornal da Noite, onde estreou Lillian Witte Fibe. No mesmo ano, Orival Pessini estreia a TV Fofão, com desenhos animados da Hanna-Barbera, sorteios, quadros humorísticos, musicais e outras atrações. O noticiário esportivo Esporte Total estreou neste mesmo ano na emissora.
Em 23 de janeiro de 1987, entra no ar a TV Bandeirantes Brasília pelo Canal 4 na capital federal.
Depois de sair do TV Mulher da Rede Globo e de uma temporada como correspondente do Fantástico nos Estados Unidos, Marília Gabriela ganhou seu programa noturno, o Marília Gabi Gabriela, nas quartas-feiras. Mais tarde, Gabi ficou apenas com o programa dominical Cara a Cara ficou até 1995. A Band também estreia o humorístico Praça Brasil, com Carlos Alberto de Nóbrega, Moacyr Franco, e todo o elenco do humorístico. E logo depois no SBT, ganharia o nome de A Praça É Nossa.
Em 1988, reestreia sob o comando de Doris Giesse e direção de Fernando Barbosa Lima, o Jornal de Vanguarda, que já esteve nas redes Excelsior e Globo. O programa durou dois anos e em seu último ano, ganhou o nome de Vanguarda. No mesmo ano, a emissora cobriu pela segunda vez os Jogos Olímpicos, realizados em Seul.
Em 2 de janeiro de 1989, a dupla de palhaços Atchim & Espirro estreia o Circo da Alegria. Nos mesmos moldes do Brincando na Paulista da TV Gazeta, o programa apresentava quadros humorísticos, sorteios, brincadeiras, desenhos animados da Hanna-Barbera, jogos, musicais, sorteios e outras atrações. O Circo da Alegria ficou no ar até 9 de março de 1990, quando ouve um problema interno entre a dupla. Reestreava na Band, a antiga versão do TV Criança. Ainda naquele ano, a emissora promoveu o primeiro debate entre os candidatos à presidência da república, durante as eleições de 1989.

## Década de 1990
Encabeçada pela concorrência e sucesso que os seriados japoneses proporcionavam na mesma época pela Rede Manchete, estreou em 1990 o TV Criança, substituindo o Circo da Alegria. Apresentado pelo desenhista Daniel Azulay e sua Turma do Lambe-Lambe, o TV Criança passou a exibir nos desenhos animados da Hanna-Barbera, e também seriados do gênero: Goggle V (mesma fórmula de Changeman, megassucesso na Manchete), Sharivan (alguns chamavam de Jaspion vermelho) e Machineman, todos eles trazidos pela Oro Filmes. Estreou também Metalder, porém esta série veio da Everest Vídeo, e até hoje fãs questionam que se a mesma tivesse sido exibida na Manchete, o sucesso teria sido maior, já que a emissora foi o berço da exibição das séries japonesas no Brasil e também da série do personagem do seriado Chaves, com seriado venezuelano Kiko.
A partir da década de 1990, a Bandeirantes passou a adotar uma programação mais voltada ao mundo esportivo, criando a Faixa Nobre do Esporte (todos os dias a partir das 20h30), além da Faixa Especial do Esporte, com duração de alguns minutos, exibida nos fins de tarde da programação. Aos domingos, dedicava-os inteiramente às transmissões esportivas, com o Show do Esporte. Depois de 12 anos, a Bandeirantes voltou a transmitir a Copa do Mundo diretamente da Itália.
O Jornal Bandeirantes passa a ser apresentado por Marília Gabriela e, mais tarde, por Chico Pinheiro. Diferentemente dos jornalísticos da época, o telejornal terminava cada dia sob o som de uma música pop atual. O cenário era uma parede preta com uma enorme bola vermelha no meio, como a que fazia parte do logo da emissora na época.
Em 1992, a Rede Bandeirantes completou 25 anos no ar. Com o intuito de comemoração, entre 16 de 17 de maio, a emissora fez um show com várias atrações e com o elenco da emissora reunido. Além da cobertura das Olimpíadas de 1992, realizadas em Barcelona, Espanha, a emissora foi a pioneira ao transmitir pela primeira vez em TV aberta a NBA, a Fórmula Indy e os campeonatos italiano e espanhol de futebol, o que lhe rendeu definitivamente a alcunha de "canal do esporte". Ainda no mesmo ano, a rede cobriu desde o começo a CPI do Caso Collor no Brasil, o que ocasionou a renúncia do presidente no final do ano.
A Rede Bandeirantes é a única rede de televisão do mundo a possuir um apelido carinhoso, sendo conhecida por "Band". A origem está no rádio: na segunda metade da década de 1980, a Rádio Bandeirantes FM passa a adotar o nome Band FM. O jornalista José Luiz Datena vai utilizando ao poucos a nomenclatura na TV, até que, no início da década, a emissora incorpora de vez o apelido em seus produtos. As vinhetas, chamadas e os canais afiliados passam a referir a Rede Bandeirantes como "Band".
Em 1993, a emissora estreou a sessão de filmes eróticos Sexta Sexy, exibida nas noites de sexta-feira, e em 1995, estreou nas madrugadas de sábado para domingo, o Cine Privé, também conhecido por apresentar filmes do mesmo gênero.
Em 30 de abril de 1994, o programa Clube do Bolinha deixa às tardes de sábado da emissora após 20 anos no ar. Em junho, a Rede Bandeirantes transmitiu sua quarta Copa do Mundo FIFA. Entre os meses de agosto, setembro, outubro e novembro, a Band transmitiu ao vivo para todo o país o debate com os candidatos a Presidência da República pelas Eleições de 1994, ganhando destaque pela sua cobertura, onde deixou de apresentar sua programação em favor de mesas-redondas, entrevistas, análises, reportagens especiais e flashes ao vivo. Em 1995, a Band torna-se pioneira ao exibir no canto da tela durante sua programação aquela que seria a primeira marca d'água da TV brasileira, o que influenciou as emissoras concorrentes a também fixar suas logomarcas no canto do vídeo durante suas atrações.

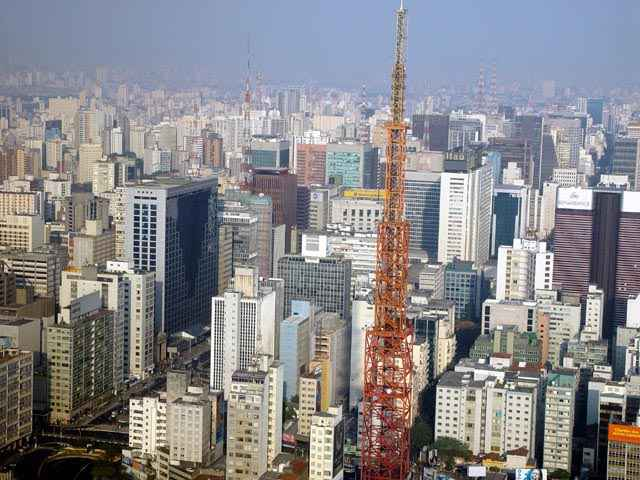
A Torre da Band é uma das maiores edificações da América do Sul.

Em 1996, diretamente de Atlanta, nos Estados Unidos, a emissora transmite pela quarta vez as Olimpíadas. Neste ano, foi duramente criticada por conta das mudanças de horário e descumprimento da exibição de seus programas em hora programada. Ainda em 1996, o apresentador Luciano Huck estreou o Programa H, voltado ao público jovem. Devido à grande repercussão e destaque, o programa logo foi movido para as noites da emissora. Também no mesmo ano, voltando a linha infantil da emissora, entra no ar a TV Fofão, de Orival Pessini, ficando no ar até 1997.
Em 3 de outubro de 1996, o Tribunal Regional do Trabalho de São Paulo suspendeu por três horas a TV Bandeirantes na capital paulista por desrespeito à lei eleitoral ao realizar suposta propaganda política no programa Eleições 96. A emissora foi tirada do ar às 17h35. A punição inicial era por 24 horas. A direção da emissora recorreu, e o TRE transformou a punição em suspensão por três horas, sem prejuízo da continuidade do processo. A Bandeirantes voltou ao ar às 20h35.
No final de outubro, buscando uma linha mais feminina, jovem e popular, a emissora apresenta algumas alterações em sua programação, a Bandeirantes passou a exibir uma sessão de filmes dedicada ao público feminino e infantil. Às 15h30, o programa Bronco retornava. O Cine Trash, que apresentava filmes de terror de baixo orçamento, deixa o período da tarde. O programa, comandado por José Mojica Marins, o Zé do Caixão, passou a ser exibido nas noites de segundas-feiras. À noite, a Bandeirantes aposta no filão feminino. Na faixa das 18h, era transmitido o programa de debates apresentado por Silvia Poppovic. Às 19h15, entra no ar a novela Perdidos de Amor. Em 31 de dezembro, é inaugurada a Torre da Band, popular por ser a maior torre de televisão da América Latina.
Em 15 de fevereiro de 1997, o Jornal Bandeirantes troca de nome, e passa a se chamar Jornal da Band, tendo estreado no dia 17 de fevereiro de 1997 com Paulo Henrique Amorim. Na mesma data, estreava Brasil Urgente, programa de auditório com Wilton Franco. De março a junho do mesmo ano, foi ao ar o Memória Band, programa de reprises em comemoração aos 30 anos da emissora, e que era apresentado pela então estreante Fabiana Scaranzi.
A terceira temporada de produção/exibição de teledramaturgia foi na segunda metade dos anos 1990, época de títulos como A Idade da Loba, O Campeão e Serras Azuis, além de uma nova versão de Meu Pé de Laranja Lima.
Em 1998, a Band cobriu juntamente com o SBT, a Rede CNT, a Rede Record, a Rede Globo e a Rede Manchete a Copa do Mundo FIFA de 1998, realizada na França. Em 24 de agosto, Clodovil Hernandes estreia na emissora o programa Clodovil Soft. No mesmo ano, dois grandes ídolos da emissora faleceram. Em 1º de julho, o ex-apresentador Bolinha, e em 26 de outubro, a culinarista Ofélia Anunciato, que apresentava o Cozinha Maravilhosa de Ofélia nas manhãs da emissora. Este último, teve seu horário preenchido pelo então estreante Dia Dia. No final do ano, a emissora exibe a série especial Contos de Natal, recebendo muitos elogios da crítica.
Em 1999, a Band transmitiu os desfiles do Grupo Especial e de Acesso do carnaval carioca, em substituição a Rede Manchete, que estava mergulhada em uma grave crise financeira que culminaria em sua falência no mesmo ano. Também em 1999, o núcleo esportivo, decadente, foi terceirizado à Traffic Sports Marketing (então parceira do Corinthians, da CBF e da FIFA), mudando boa parte do elenco de jornalistas do canal (entre as novidades, o radialista Milton Neves com o programa Supertécnico, a ex-jogadora de basquete Hortência e Fernando Vannucci - que até então estava na Rede Globo) e garantindo alguns eventos futuros, como as Olimpíadas de Sydney em 2000, as Eliminatórias da Copa de 2002, e a primeira Copa do Mundo de Clubes organizado pela FIFA - este último com exclusividade. A parceria trouxe Sabrina Parlatore no comando do talk show Geral, durante o Show do Esporte produzido pela Traffic. Em junho, estreiam os seriados A Guerra dos Pintos e Santo de Casa, produzidos pela Bandeirantes em parceria com a Columbia TriStar International Television, sendo versões brasileiras dos seriados americanos Married... with Children e Who's the Boss?, respectivamente. No mesmo ano, a emissora anuncia uma parceria com o Governo do estado de São Paulo para inserção de publicidade no transporte coletivo da capital. Em outubro do mesmo ano, Luciano Huck deixa a emissora e assina com a Rede Globo. Com a saída de Luciano, o Programa H passa a ser apresentado por Otaviano Costa, e no ano seguinte muda de nome para O+. Encerrando 1999, Márcia Peltier foi escolhida pela Bandeirantes para ancorar as transmissões que a emissora fez no ano novo, ao vivo da Praia de Copacabana, no Rio de Janeiro.
De 1999 a 2002, a rede começa perder as primeiras afiliadas da década de 1980 para a Rede Record e o SBT, mas ganha quase à mesma quantidade das recentes afiliadas, para absolver aquelas que foram perdidas. Isso se devia a qualidade da programação da emissora, que começou a declinar no final da década de 1990.

## Década de 2000
A emissora inicia a década com a transmissão da final da Copa do Mundo de Clubes, direto do Maracanã, entre Vasco e Corinthians, conseguindo a maior audiência de sua história até aquele dia: 53 pontos e a liderança absoluta do Ibope. A partir de então, a Rede Globo deixa de repassar suas principais competições à Bandeirantes. Por isso, a emissora não transmitiria as competições seguintes. Isto foi visto como uma forma de "vingança" da emissora carioca, que saiu prejudicada no embate entre a final do Mundial e a telenovela Terra Nostra. Desde então, a Band, dentre todas as redes, mantinha a postura mais crítica em relação à Globo na área de direitos esportivos. Condenava duramente a concorrente por comprar mais jogos do que o que transmite. Em outubro de 2006, o dono da Band, João Carlos Saad, criticou a Rede Globo em entrevista à Folha: "Hoje, se tivéssemos regras corretas, detentores de direitos esportivos teriam de exibir o que compram. É injusto e incorreto comprar eventos esportivos e não exibir". O departamento jurídico da Band chegou a preparar uma ação para questionar a Globo no Cade, e executivos procuraram outras emissoras em busca de uma atuação conjunta. Porém, em dezembro de 2006, Band e Globo fecharam uma nova parceria no futebol para 2007 envolvendo Campeonato Brasileiro, a Copa do Brasil, o Campeonato Paulista e a Copa Sul-Americana.
No ramo esportivo, a emissora começou a perder os direitos de transmissão de alguns torneios importantes e de longa data, encolhendo o catalogo de esportes, com a situação se agravando com a saída da Traffic em 2001 após as duas partes não terem o contrato renovado, com a Band deixando um rombo de R$1 milhão. No entanto, a emissora transmitiu algumas competições como os Jogos Sul-Americanos de 2002, os Jogos Pan-Americanos de 2003 e 2007 e os Jogos Olímpicos de Verão de 2004 e 2008, dedicando metade da programação para as coberturas. No caso das Olimpíadas de 2004, a emissora foi pioneira ao transmitir as eliminatórias e as finais da ginástica artística, assumindo a liderança isolada na cobertura da final e ao transmitir as outras modalidades, também abrindo grande vantagem no IBOPE.

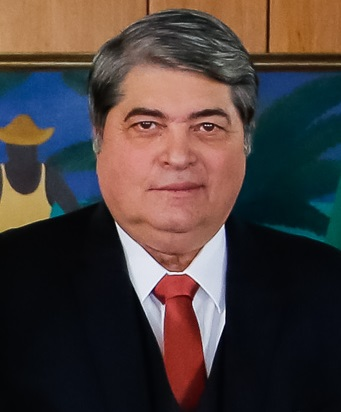
O apresentador do Brasil Urgente, José Luiz Datena.

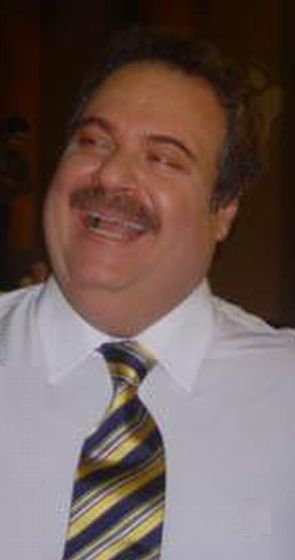
O apresentador Gilberto Barros apresentou na emissora os programas Sabadaço, Boa Noite Brasil e A Grande Chance, entre 2002 e 2008.

Em seu casting, a emissora apostou em novas contratações sendo elas de Renata Sayuri, Gilberto Barros, Roberto Cabrini, Carlos Nascimento, Márcia Goldschmidt, Marcos Mion, Luciano Amaral, Claudete Troiano, Ricardo Boechat, Renata Fan e Denilson. Entre os retornos, estavam de Datena em 2003, onde ficaria até 2011 e retornaria no mesmo ano e de Raul Gil em 2005, onde ficaria até 2010. Além disso, também sofreu alguns desfalques importantes no elenco como Amaury Jr. e Luciano do Valle, mas que voltaria ao canal em 2005, onde ficaria até o falecimento em 2014.
Na programação, se destacam o Band Kids, Superpositivo, Boa Noite Brasil, Sabadaço, Território Livre, Descontrole, Jogo da Vida, Pic Nick, Márcia, A Grande Chance, Programa Raul Gil, Custe o Que Custar e Uma Escolinha Muito Louca. Alguns deles lançados nessa década, além de serem bastante lembrados, ainda permanecem na programação até os dias atuais como o Jogo Aberto, Brasil Urgente e o Band Esporte Clube. O canal também fechou parceria com a produtora G4 para a produção de programas sobre jogos eletrônicos em 2003, sendo eles o G4 Brasil e o G4 Drops, que ficariam no ar até 2006, quando o canal, em parceria com o agora grupo Gamecorp, decide encerrar os programas em favor do lançamento da PlayTV, que ocuparia até 2008 a grade da Rede 21. O canal também transmitiu entre os anos de 2003 e 2018 o Miss Brasil, cobrindo também o Miss Universo. A emissora também organizava junto com as suas afiliadas as edições regionais do concurso de beleza nacional.
Em 1.º de janeiro de 2003, a Band passou a vender a faixa das 20h30 às 21h15 para o missionário R. R. Soares, da Igreja Internacional da Graça de Deus, exibindo o Show da Fé, que ficaria no ar até o dia 31 de dezembro de 2021, retornando em 1.º de agosto de 2022, ocupando ás manhãs do canal, mas deixando novamente a grade em 18 de setembro de 2023.
A Band, discretamente, passou a exibir, a partir de 18 de setembro de 2003, uma campanha pelo "direito legítimo do cidadão" de portar armas de fogo. Essa campanha era uma ofensiva contra uma versão do Estatuto do Desarmamento aprovada em julho de 2003 pelo Senado. Esta versão era apoiada pelo então ministro da Justiça, Márcio Thomaz Bastos, que previa um plebiscito, em 2005, para decidir pela proibição da venda de armas para cidadãos comuns. O projeto tramitava na Câmara dos Deputados. A Band fazia seis inserções diárias de um comercial com o seguinte texto: "Na hora em que portar armas for fora da lei, só os fora-da-lei terão armas. Será que é preciso repetir para você entender? Portar arma é direito legítimo do cidadão. Defenda-se". Segundo a assessoria de imprensa da Band, esta campanha refletia a opinião da própria emissora. O canal argumentava que não defendia o armamento irrestrito da população, mas o direito do "cidadão habilitado" de portar armas. Em 17 de outubro de 2004, o programa Jogo da Vida teve um problema muito sério: o vendedor Moacir Camargo Borges invadiu o estúdio do programa armado pra tentar relatar um drama pessoal: ele havia se inscrito de um quadro onde pedia ajuda para rever seus filhos. O quadro não foi ao ar porque teve que ser interrompido. Durante 6 minutos, o programa seguiu sendo exibido, e posteriormente foi retirado do ar em razão da apresentadora Márcia Goldschmidt ter ficado muito abalada com o acontecido.
A emissora também voltou a investir forte na teledramaturgia, reativando o setor em 2005 com Floribella, a versão brasileira da telenovela argentina Floricienta, obtendo expressivo sucesso e sendo renovada para uma segunda temporada, mas não repetindo o mesmo êxito da primeira. Além de Floribella, o canal produziu outros títulos como Paixões Proibidas, Dance Dance Dance e Água na Boca. A segunda telenovela, inclusive foi a primeira a ser lançada em Alta Definição (HDTV). Pela dramaturgia estrangeira, exibiu Morangos com Açúcar e Isa TKM, com a última se transformando em um dos maiores sucessos do canal no ano de 2009. O canal também exibiu Mandacaru em 2006 após adquirir as fitas da massa falida da Rede Manchete, obtendo bons índices. Uma das parcerias que marcou a década na emissora foi com a Nickelodeon, onde o canal exibia seus desenhos na programação.
No dia 3 de abril de 2008, a Band compra os direitos de transmissão do Festival Folclórico de Parintins, no Amazonas, que até então nunca havia sido transmitido por uma rede de televisão nacional, o qual realizaria a cobertura até 2012. Os direitos pertenciam à TV A Crítica, antiga afiliada do SBT e da Rede Record no estado do Amazonas, mas que se tornaria independente em 2019. Em agosto, o Grupo Bandeirantes de Comunicação adquiriu as antigas afiliadas da emissora em Manaus (TV Rio Negro) e Tefé (TV Tupebas), ambas no estado do Amazonas. Posteriormente, em 26 de março de 2009, as emissoras passaram a se chamar TV Bandeirantes Amazonas e TV Bandeirantes Tefé, sendo que esta última encerrou suas atividades em 2010, passando a virar uma mera repetidora da emissora da capital. Em 22 de outubro, a emissora também inaugurou em Palmas, Tocantins a TV Bandeirantes Tocantins, subindo para 13 o número de emissoras próprias em todo o país.
Em um novo acordo com a Rede Globo, a emissora volta a transmitir, em 2009, o Campeonato Carioca. A Band também havia voltado a ser parceira da emissora carioca nas transmissões da Copa das Confederações FIFA e Copa do Mundo FIFA, cuja volta ao ar ocorreu durante o certame de 2010. Além disso, o canal também adquiriu em formato de sub-licenciamento a Liga dos Campeões da UEFA de 2009–10, ficando com os jogos de quarta-feira. Também no ano de 2009, junto com o canal carioca em um consórcio, a emissora adquiriu os direitos de transmissão dos Jogos Olímpicos de Verão de 2016, que viriam a ser organizados pelo Rio de Janeiro.

## Década de 2010
Nessa década, a emissora se destacou com os programas É Tudo Improviso, A Liga, Polícia 24h, Terceiro Tempo, Os Donos da Bola, Deu Olé!, O Mundo Segundo os Brasileiros, Busão do Brasil, Agora é Tarde, Tá na Tela, Shark Tank Brasil, X Factor, Exathlon Brasil, Quem Fica em Pé?, À Primeira Vista, Pesadelo na Cozinha, Agora é com Datena/Brasil da Gente/Agora é Domingo, Aqui na Band e os relançamentos do Melhor da Tarde e Show do Esporte. Além disso, lançou êxitos como o Pânico na Band em 2012, deixando a grade no final de 2017 devido a queda de audiência e a versão brasileira do Masterchef, intitulada MasterChef Brasil em 2014, com o último estando na grade de programação até os dias atuais, tendo altos índices de audiência nas primeiras temporadas, assumindo até a liderança no horário nobre. Devido ao sucesso, a emissora acabou lançando também três spin-off do programa, sendo eles: MasterChef Júnior, MasterChef Profissionais e MasterChef+. Na dramaturgia, seguiu apostando em entalados como Quase Anjos, Isa TK+, Violetta (apenas a primeira temporada) e em títulos turcos a partir de 2015 como Mil e Uma Noites, Sila: Prisioneira do Amor, Fatmagül: A Força do Amor, Ezel, Amor Proibido, Asas do Amor e Minha Vida e voltou a investir em novelas portuguesas como Ouro Verde. Também co-produziu e exibiu em 2011 a série Julie e os Fantasmas. No elenco, apostou em novas contratações como Ana Paula Padrão, Luigi Baricelli, Érick Jacquin, Paola Carosella, Henrique Fogaça, Emílio Surita e parte do elenco do Pânico, Danilo Gentili, Leo Lins e elenco, Luís Ernesto Lacombe e Catia Fonseca, além do retorno de Amaury Jr.. Entre as parcerias, além da Nickelodeon, o canal firmou um acordo com a Fox Networks Group em 2012, adquirindo além de alguns torneios esportivos, parte de suas produções, que logo estrearam na programação diária. Entre elas, estavam Os Simpsons, The Walking Dead, Glee e Family Guy.
Coproduziu e transmitiu, no dia 14 de março de 2010, a São Paulo Indy 300: etapa brasileira da Fórmula Indy, que teve sua primeira edição em 2010. A Band gerou as imagens, que tiveram transmissão para mais de 180 países. No ramo esportivo, transmitiu ainda a Copa Sul-Americana de 2010, chegando a assumir a vice-liderança absoluta no IBOPE com 12 pontos de média e 15 de pico na final entre Independiente X Goiás, a série B do Campeonato Brasileiro de Futebol até 2014, Copa das Confederações FIFA de 2013 e 2017, as Copa do Mundo FIFA de 2010 e 2014, os Jogos Olímpicos de Inverno de 2014, Copa do Mundo de Futebol Sub-20 de 2015, a Copa do Mundo de Futebol Feminino de 2011, 2015 e 2019, os Jogos Olímpicos de Verão de 2016, o Campeonato Europeu de Futebol de 2016 e o Campeonato Brasileiro de Aspirantes. Porém, em 2016, a emissora abriu mão das coberturas do Campeonato Carioca de Futebol (apesar de transmitir a edição daquele ano), do Campeonato Brasileiro de Futebol e da Copa do Brasil devido ao alto custo para manter os torneios, causando mais um esvaziamento do núcleo esportivo.
Em 13 de outubro de 2010, Luciano Faccioli estreou na Band, apresentando o Primeiro Jornal, dando 1,5 ponto de média e 2,4 pontos de pico. Em 8 de outubro, o programa Brasil Urgente teve um pico de audiência com a exibição de cenas exclusivas de uma perseguição ocorrida na região da Barra Funda, na Zona Oeste de São Paulo, o programa chegou a 10 pontos, segundo números prévios do Ibope. O resultado deixou a Band em segundo lugar entre as emissoras de televisão aberta. O primeiro debate do segundo turno da eleição presidencial fez a Band marcar 4 pontos na noite do domingo em 10 de outubro.
Em 6 de novembro de 2011 um repórter da emissora, Gelson Domingos da Silva, morreu após levar um tiro durante uma reportagem, mesmo estando com colete à prova de balas. O Sindicato dos Jornalistas do Rio de Janeiro responsabilizou a emissora pelas condições de segurança dos jornalistas. Em 27 de abril de 2012, mais dois repórteres da emissora, desta vez, da Band RS, morreram em um acidente de trânsito fatal provocado por um caminhão. As vítimas foram o repórter Enildo Paulo Pereira e o cinegrafista Ezequiel Barbosa.
Logo no início de 2014, o apresentador Danilo Gentili rescindiu contrato com a Band após ter ficado insatisfeito com algumas alterações que a emissora promoveu no talk-show Agora É Tarde, como o cancelamento do especial de Natal do programa e também o cancelamento da edição da sexta-feira por um compacto com os melhores momentos do programa durante a semana. Juntamente com Gentili, rescindiram contrato com a emissora a produtora Juliana Oliveira, os humoristas Léo Lins e Murilo Couto, além da banda Ultraje a Rigor. Exceto Marcelo Mansfield não rescindiu, pois seria posteriormente realocado no projeto do Café com Jornal, futuro sucessor do Primeiro Jornal. Dias depois, o apresentador Otávio Mesquita também anunciou que não iria renovar contrato com a Band, encerrando uma carreira de anos na emissora. O seu programa, Claquete, foi exibido pela última vez em 3 de janeiro, onde o apresentador visivelmente emocionado se despediu e agradeceu a emissora pelos anos de trabalho. Posteriormente, foi anunciado pela imprensa especializada que tanto Danilo Gentili e sua equipe quanto Otávio Mesquita foram contratados pelo SBT, onde passariam a integrar novos projetos na emissora a partir de março de 2014.
No dia 6 de fevereiro de 2014, o cinegrafista Santiago Andrade da TV Bandeirantes Rio de Janeiro, é atingido por um rojão quando cobria o confronto entre manifestantes e policiais durante o protesto contra o aumento da tarifa de ônibus, no Centro do Rio de Janeiro. Santiago foi atendido por colegas e levado ao Hospital Souza Aguiar, que onde foi constatado afundamento craniano e decepação de uma parte da orelha. Em 10 de fevereiro, o cinegrafista teve morte cerebral. Santiago é o segundo cinegrafista da emissora morto em menos de três anos no exercício do seu trabalho.
Em 11 de fevereiro de 2019, a emissora perde um dos seus principais nomes do jornalismo. Ricardo Boechat morreu aos 66 anos, após sofrer um acidente de helicóptero em São Paulo, quando voltava de uma palestra em Campinas. Boechat era apresentador do Jornal da Band desde 2004, assumindo a titularidade em 2006 e comandou durante 4 anos os debates da emissora para Presidente da República. Ele também locutava na BandNews FM que nesse dia suspendeu as atividades ficando fora do ar em sinal de luto. Em 12 de fevereiro, por 3 votos a 2, o conselho de administração do conglomerado decide afastar João Carlos Saad da presidência, um pedido feito pelas irmãs Márcia e Maria Leonor Saad, que foi rejeitado após decisão judicial. O grupo enfrenta dívidas estimadas em R$1,2 bilhões, onde a Band é a mais afetada. Em 18 de março, o reality show O Aprendiz estreia na Band, com Roberto Justus, tendo 18 influenciadores digitais como participantes, disputando prêmio de 1 milhão de reais.

## Década de 2020
Nessa década, a emissora anunciou mais novas contratações como a de Mariana Godoy (entre 2020 e 2021), Edu Guedes (entre 2020 e 2024) e João Guilherme Silva (entre 2022 e 2025), além de ex-globais como Zeca Camargo (entre 2020 e 2024), Glenda Kozlowski, Sérgio Maurício, Reginaldo Leme, Felipe Giaffone, Mariana Becker e Anne Lottermann (entre 2021 e 2024), e também de Adriana Araújo. A emissora também recontratou Faustão em 2021. Com Faustão, a emissora lançou o Faustão na Band em 2022, ficando no ar até 2023 quando o apresentador titular decide rescindir o contrato com a emissora para cuidar da saúde. Além disso, relançou programas consagrados como Show do Esporte em 2020 e o Apito Final em 2023, além de encerrar o Terceiro Tempo no mesmo ano em comum acordo com Milton Neves. Mas, ao mesmo tempo também sofreu com novas baixas, sendo elas a do próprio Milton Neves, Datena (sendo a segunda vez que ele deixa a emissora após 13 anos consecutivos entre 2011 e 2024), Paola Carosella, Ana Paula Padrão, Rodrigo Riccó e Catia Fonseca.
Após a debandada esportiva em 2016 e com o investimento em eventos esportivos internacionais, o canal passou a transmitir durante esta década a Bundesliga, a Supercopa da Alemanha, o Campeonato Russo de Futebol (em 2022 a emissora deixaria de transmitir o mesmo em decorrência da Invasão da Ucrânia), o Campeonato Italiano de Futebol – Série A, o Campeonato Africano das Nações, o Campeonato Saudita de Futebol e a Copa do Mundo de Clubes da FIFA de 2021, com o último assumindo a liderança isolada em jogos do Palmeiras, principalmente na grande final contra o Chelsea, quando registrou 28 pontos e pico de 33, e a Liga Europa pela temporada 2024–25 até 2026–27. Além disso, passou a transmitir a partir de 2021 a Fórmula 1, Fórmula 2, Formula 3, Fórmula E, Stock Car, Porsche Cup Brasil e a Copa Truck, aumentando o investimento em esportes automobilísticos. Também voltou ao cenário do futebol nacional com o Campeonato Carioca de Futebol adquirindo as temporadas de 2023 até 2025 e o Brasileirão Série B pelas temporadas 2023 e 2024 e adquiriu em agosto de 2022 as lutas do Ultimate Fighting Championship, mais conhecido como UFC. No caso do Brasileirão, apesar de ter readquirido a Série B, a emissora tinha perdido os direitos de transmissão da temporada 2024 após a Brax decidir rescindir o contrato com a CBF, acusando a empresa de não cumprir com o combinado de agenciar a Série A e os jogos da seleção brasileira. Posteriormente, o canal recuperaria as transmissões da edição 2024 após um novo acordo ser firmado entre a Brax e a CBF.
A emissora, assim como outros veículos de comunicação, foi afetada drasticamente pela Pandemia de COVID-19 em 2020, o que obrigou a adoção de meios remotos na programação. Porém, o canal vira alvo de polêmica, especialmente no dia 25 de junho do mesmo ano quando decide reformular o matinal Aqui na Band, afastando a equipe, incluindo os apresentadores Luis Ernesto Lacombe e Nathalia Batista e o diretor do programa Vildomar Batista, passando a exibir reprises. Os motivos foram a baixa audiência, com derrotas seguidas pra RedeTV! e problemas nos bastidores, já que o programa estava passando a promover pautas favoráveis ao presidente Jair Bolsonaro, o que gerou desavenças entre o entretenimento e o jornalismo da casa. Vildomar, diretor do programa, pediu demissão por que teria alegado não saber da contratação de Mariana Godoy. Horas depois, Lacombe pediu demissão da Band. O matinal voltou a ser exibido ao vivo no dia 01 de julho, com um formato que mesclava receitas e informações do jornalismo, como forma de manter ações de publicidade e preparar o novo formato que só deve estrear em breve. A apresentação nesse período é de Dalton Rangel, único remanscente da formação original do programa e Maiara Bastianello. O formato acabou sendo extinto em 18 de setembro, sendo substituído pelo The Chef.
No dia 17 de julho de 2020, morre o jornalista José Paulo de Andrade, aos 78 anos, vítima da COVID-19. Zé Paulo marcou história na Rádio Bandeirantes, onde foi narrador esportivo e apresentador de dois campeões de audiência da emissora: O Pulo do Gato e Jornal Gente. Na TV, foi apresentador de telejornais como o Titulares da Notícia e as versões locais de SP do Rede Cidade e Band Cidade, além de mediar debates eleitorais. Um especial sobre ele foi ao ar no dia 19. No dia 22 de novembro de 2022, a emissora fechou a transmissão, a partir de 2023, do desfile das escolas de samba da Série Ouro, divisão de acesso do carnaval carioca que a Band transmitira pela última vez em 2011. O desfile era mostrado nos últimos 10 anos pela Rede Globo. Devido ao sucesso comercial, a emissora renovou por mais dois anos com a LIGA RJ e em 2025, estendeu o vínculo por mais três anos.
No dia 17 de março de 2023, a emissora anunciou a transmissão exclusiva, em TV Aberta, do amistoso de Futebol entre o Brasil e Marrocos, realizado no dia 25. O jogo foi o primeiro das duas equipes depois da Copa do Mundo de 2022.
No segundo semestre de 2024, a emissora voltou a ser afetada por uma forte crise, o que causou o retorno do Show da Fé no horário nobre após ter deixado a programação no final de 2021 e voltado em 2022, mas ocupando por pouco tempo a faixa matinal. Além disso, Walter Zagari deixa a vice-presidência comercial da Band após oito meses, além de saírem notícias sobre o canal tomado a decisão de rescindir o contrato com a Liberty Media, válido até 2025, por não honrar compromissos financeiros, o que inclui o atraso no pagamento de US$56 milhões (R$10 milhões) anuais para manter as transmissões da Fórmula 1, 2, 3 e E na grade. A emissora negaria os rumores, garantindo a cobertura da Fórmula 1 para o próximo ano. Todavia, em julho de 2025, o Grupo Globo fecharia um novo contrato com a Liberty Media, recuperando a Fórmula 1 a partir de 2026.
No primeiro minuto de 2025, a TV Tribuna em Vitória/ES deixou o SBT e passou a transmitir a programação da Band no estado. O Grupo já era afiliado da emissora em PE. Também no mesmo ano, a emissora decide rescindir o contrato firmado em 2022 com a Ultimate Fighting Championship (UFC) após os baixos índices das transmissões das lutas, que dificilmente ultrapassavam a marca de 1 ponto de audiência no Kantar IBOPE Media, além da TKO Group, a responsável pelos direitos de transmissão do UFC, passar a investir exclusivamente no serviço de streaming UFC Fight Pass. O canal também fortalece a sua parceria com a Warner Bros. Discovery, adquirindo também as séries da Max e a telenovela Beleza Fatal, marcando a volta de uma produção dramatúrgica nacional na programação desde Água na Boca (2008).